# Stokkem
Stokkem is een in Belgisch Limburg gelegen stad en voormalige gemeente die sinds 1971 deel uitmaakt van de fusiegemeente Dilsen, waarvan de naam in 1987 werd gewijzigd in Dilsen-Stokkem. Stokkem was een van de Goede Steden van het prinsbisdom Luik. Molenveld en Boyen zijn gehuchten van Stokkem.

## Geschiedenis

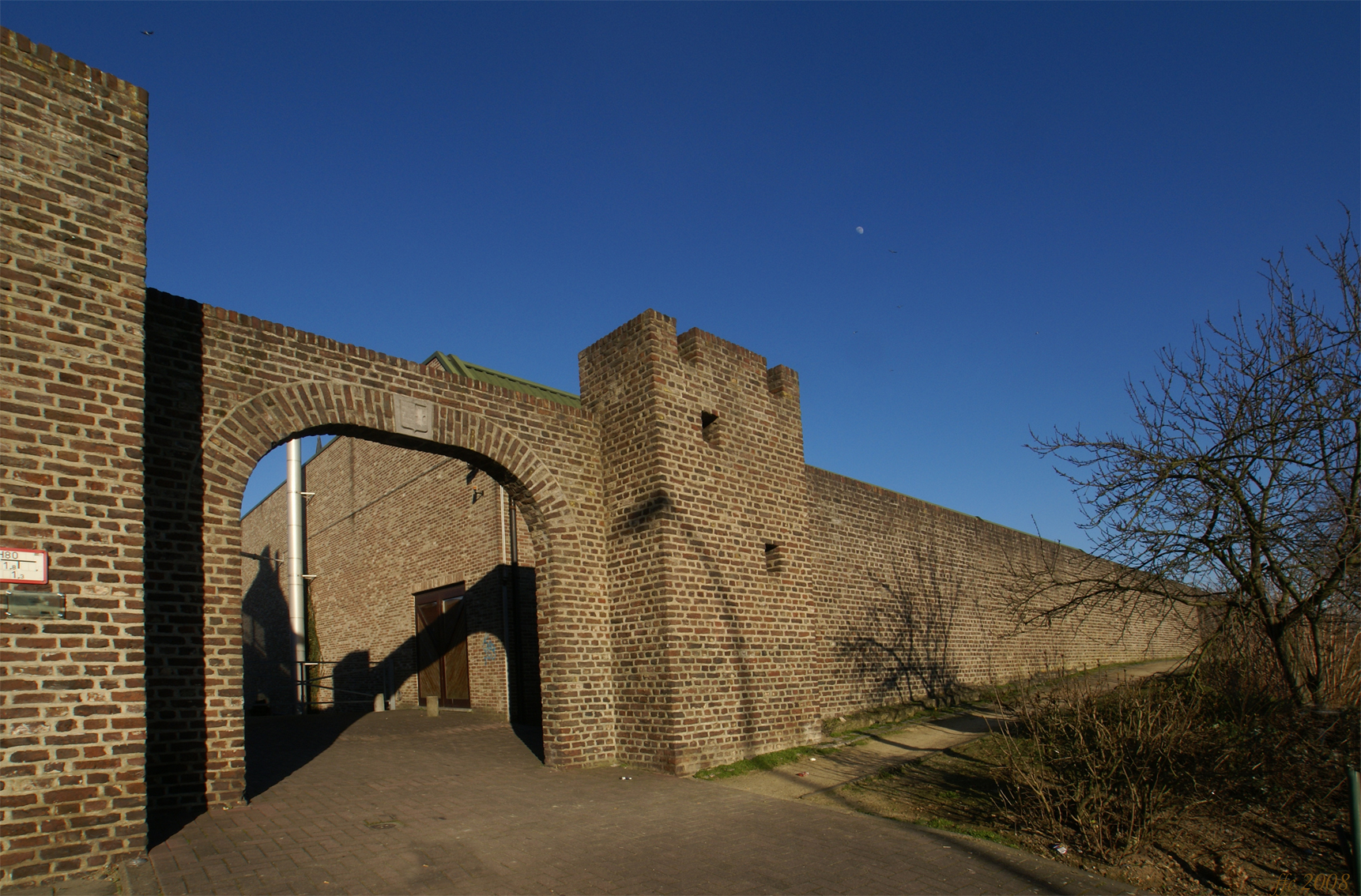
Stadspoort van Stokkem

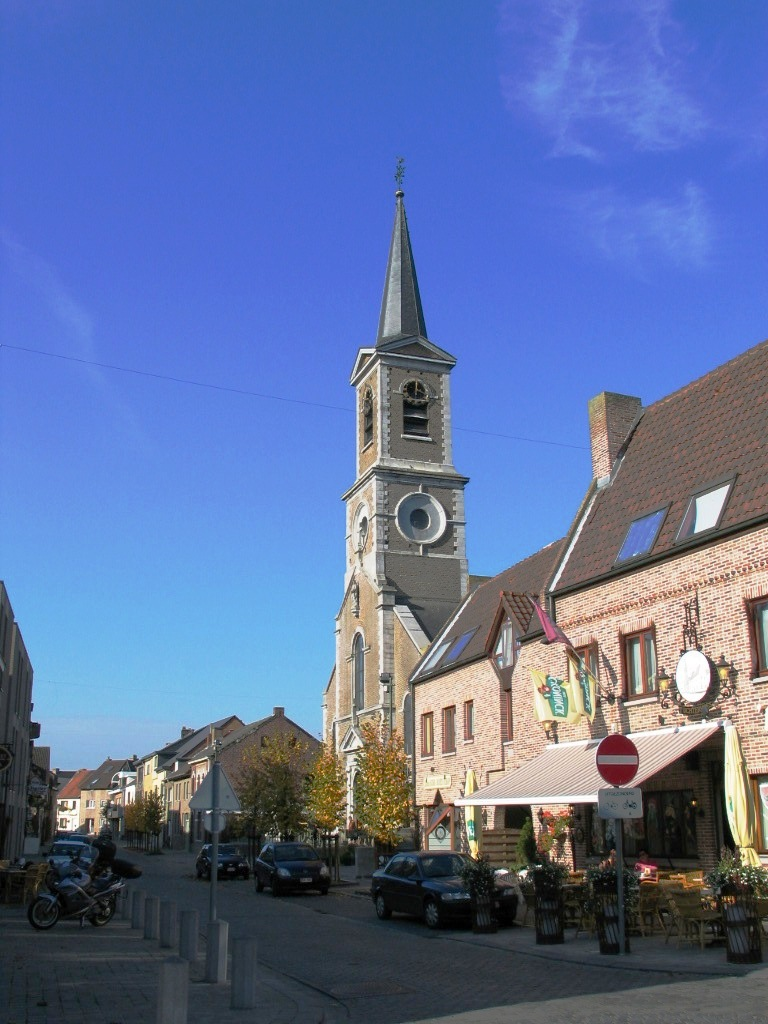
De kerk van Stokkem (2005)

Enkele eeuwen na de Romeinse tijd werd Stokkem gesticht door de Franken aan de toenmalige Maas onder de naam Stockheim, dat 'woning bij het hout' betekent. Deze naam wordt voor het eerst vermeld in de bul van 19 november 1181 waarin paus Lucius III aan de abdij van Siegburg haar voorrechten en bezittingen bevestigde: ...Ecclesiam et cellam in Stockheim, mansum in Kessenich...
Graaf Arnold IV van Loon bemerkte de strategische ligging van de stad en gaf haar in 1244 stadsrechten waardoor de inwoners een perroen mochten oprichten. Daarna hadden ze een eigen bestuur, rechtspraak en verdediging.

### De kastelen van Stokkem
Rond 1036 bouwden de graven van Loon langs de westelijke zijde van de toenmalige oever van de Maas Nieuwenborgh, een burcht die volgens en kroniek uit Luik van 1408 de sterkste was van het graafschap Loon. De graven moesten zich verdedigen tegen onder meer Gelre en het graafschap Gulik. In januari 1361 overleed de Loonse graaf Diederik van Heinsberg in deze burcht. Op het einde van de 19e eeuw bouwde F. Caïmo hier het kasteel Carolinaberg.
Toen het graafschap Loon was geannexeerd door de prins-bisschop van Luik, werd Stokkem een van de Goede Steden van het prinsbisdom Luik. De onrust na 1550 sloeg ook hier toe, ook al werd het kasteel in het begin van die eeuw versterkt door prins-bisschop Eberhard von Marck-Sedan. Op de nacht van 5 op 6 oktober 1568 stak Willem van Oranje met zijn leger (14.000 voetknechten en 7000 ruiters) vanuit Duitsland via Obbicht bij Stokkem de Maas over om in Maastricht op de Dousberg de strijd aan te binden met de Spaanse troepen van hertog Alva. De overtocht getuigde van militaire bekwaamheid, maar de veldtocht mislukte; de prins durfde de slag niet aan.
Op 5 november 1605 woedde een grote brand in Stokkem. 350 huizen brandden af, zeventig bleven gespaard. Ook de kerk brandde af. Daarom is de patroonheilige van de parochie Stokkem sinds 1632 Sint-Elisabeth, terwijl dat oorspronkelijk Sint Lambertus was. Van 18 januari tot 5 augustus 1682 werd de Hasseltse graaf Jan Renier de Geloes opgesloten in het Stokkems kasteel omwille van een dispuut over de inbezitneming van het kasteel van Mombeek.
Toen in het begin van de 18e eeuw de Zuidelijke Nederlanden het strijdtoneel vormden van de Spaanse, werd Maastricht opnieuw belegerd, deze keer door de Engels-Hollandse troepen onder leiding van John Churchill, de eerste hertog van Marlborough. Die maakten het in het Maasland zo bont, dat het traditionele 'Malbroek verbranden' net zoals in Kessenich nog steeds in stand is gehouden in Stokkem. Niettemin werd het kasteel van Stokkem in 1702 vernietigd. Op het einde van de 18e eeuw werd Jan Matthijs Clercx drossaard van het ambt Stokkem, bekend van de vervolging van de Bokkenrijders.
Naast de oorlogsellende had Stokkem ook vaak te lijden van de overstromingen van de Maas. Die zorgden ervoor dat de Maas haar loop meermaals verlegde in oostelijke richting, waardoor er grenscorrecties nodig waren. Zo werd in 1814 het grondgebied van het gehucht Boyen, voorheen van Grevenbicht (NL), bij Stokkem gevoegd. In 1839 legde een brand opnieuw 120 huizen in de as. In de 19e en 20e eeuw was Stokkem bekend om zijn mandenvlechterij (de korverij), een nijverheid die veel aan huis werd beoefend. Het had ook een school voor mandenvlechters.
Vanuit Stokkem en andere dorpen aan de Maas trokken tussen 1860 en de Eerste Wereldoorlog brikkenbekkers naar Duitsland.

## Demografische ontwikkeling
- Bronnen:NIS, Opm:1831 tot en met 1970=volkstellingen

## Bezienswaardigheden
- Kasteel Carolinaberg, uit 1878, op de site van de veel oudere burcht Nieuwenborgh.
- De Sint-Elisabethkerk, een neoclassicistisch bouwwerk uit 1848.
- Onze-Lieve-Vrouw-van-Bijstandkapel, een kapel uit 1818.
- Het Stadhuis, uit 1840
- Overblijfsel van de wallen van Stokkem
- Het perroen, deze zuil die de Luikse vrijheid verzinnebeeldt, werd eind 18e eeuw verwijderd maar in 1985 weer opgericht op de hoek van de Steenkuilstraat en de Rechtestraat.
- De Wissen, een bezoekerscentrum over de Maas en de mandenvlechterij. Van hier uit starten tevens diverse wandelroutes.

## Natuur en landschap
Stokkem lag oorspronkelijk aan de Maas. Tijdens overstromingen vanaf de 13e eeuw verplaatste de Maas zich ongeveer 1,5 km in oostelijke richting. Daarbij verdween het dorp Obbicht tegenover Stokkem in 1649, en een nieuw Obbicht moest worden gebouwd oostelijk van het oude dorp. De oude Maasarm, die in de loop van de 19e eeuw geheel van de Maas werd afgesneden, is nog aanwezig. De Ouzeir (een volkse afgeleide van het Franse woord oseraie dat ooibos betekent – de volkse term werd veelvuldig gebruikt op vroegere kaarten), nu een kleine vijver vlak bij het kasteel, is daar een deel van. Door de aanleg van de winterdijk in 1980 werd de Ouzeir van de Oude Maas afgesneden en werd het een waterplas in de natuur. Regenwater van de wijk Brammert zal water aanvoeren en deze oude Maasarm wordt opnieuw verbonden met de Oude Maas in Stokkem.
Op de Ferrariskaart van 1771-1775 is de loop van de Maas en de oude arm die achter het gehucht Molenveld liep duidelijk te zien. Opvallend zijn ook de poorten van Stokkem en het gehucht Boyen dat toen al op de linkermaasoever lag maar nog niet bij Stokkem behoorde.
In de 2e helft van de 20e eeuw werd de uiterwaard tussen de oude en de nieuwe Maasloop voor een deel vergraven ten behoeve van grindwinning. De aldus ontstane plassen werden uiteindelijk ontwikkeld tot het natuurgebied Negenoord. Hier vindt men ook het bezoekerscentrum De Wissen.

## Verenigingsleven
Stokkem is de bakermat van twee harmonieorkesten die al decennialang elkaars concurrenten zijn: de harmonie Sint-Elisabeth en de harmonie Sint-Cecilia. In de volksmond en in het plaatselijk dialect noemt men deze 'rivaliserende' orkesten de "Slaai" en de "Boch".

## Geboren in Stokkem
- Johannes Stockem, (1445?-1500?), componist en zanger
- Maria Elisabeth Lemmens, (1857-1921), mede-oprichter Devos Lemmens
- Arnold Sauwen, (1875-1935), dichter
- Guillaume Pörteners, (1886-1982), dirigent
- Pieter-Johannes Brouwers, (1831-?), pedagoog, letterkundige, mede-oprichter van het Davidsfonds
- Lambert Yzermans, (1903-1978), mandenvlechter, kunstschilder

## Nabijgelegen kernen
Berg aan de Maas, Meeswijk, Lanklaar, Dilsen

## Galerij

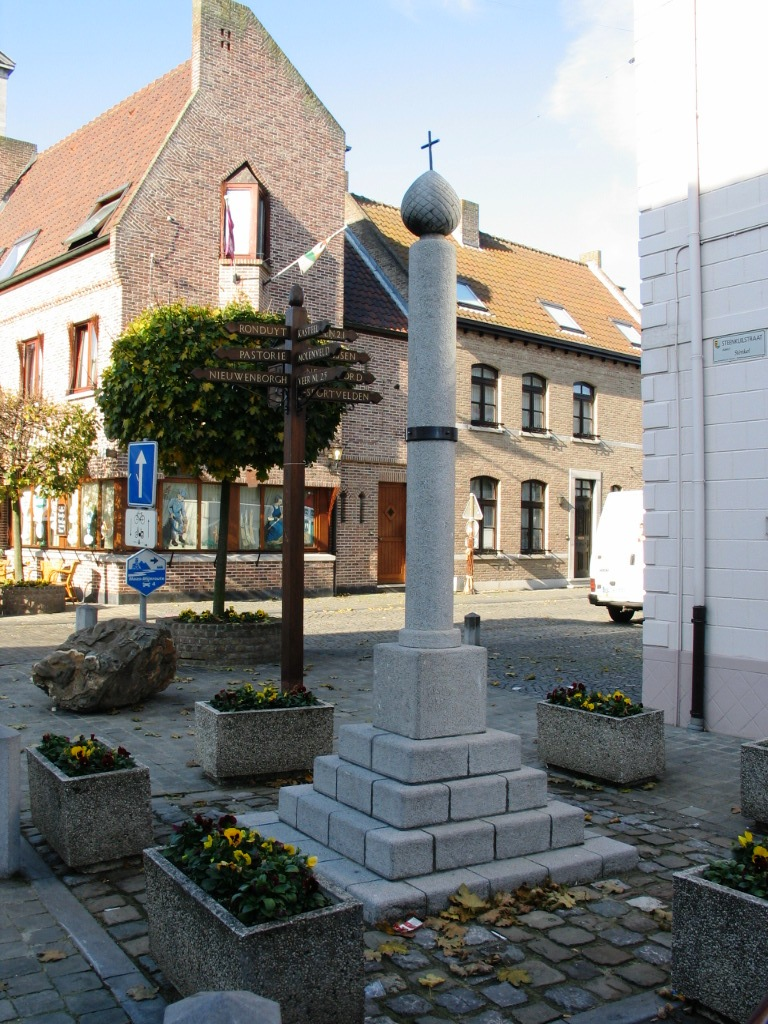
Het perroen met de pijnappel en het kruis als prins-bisschoppelijke symbolen (2005)
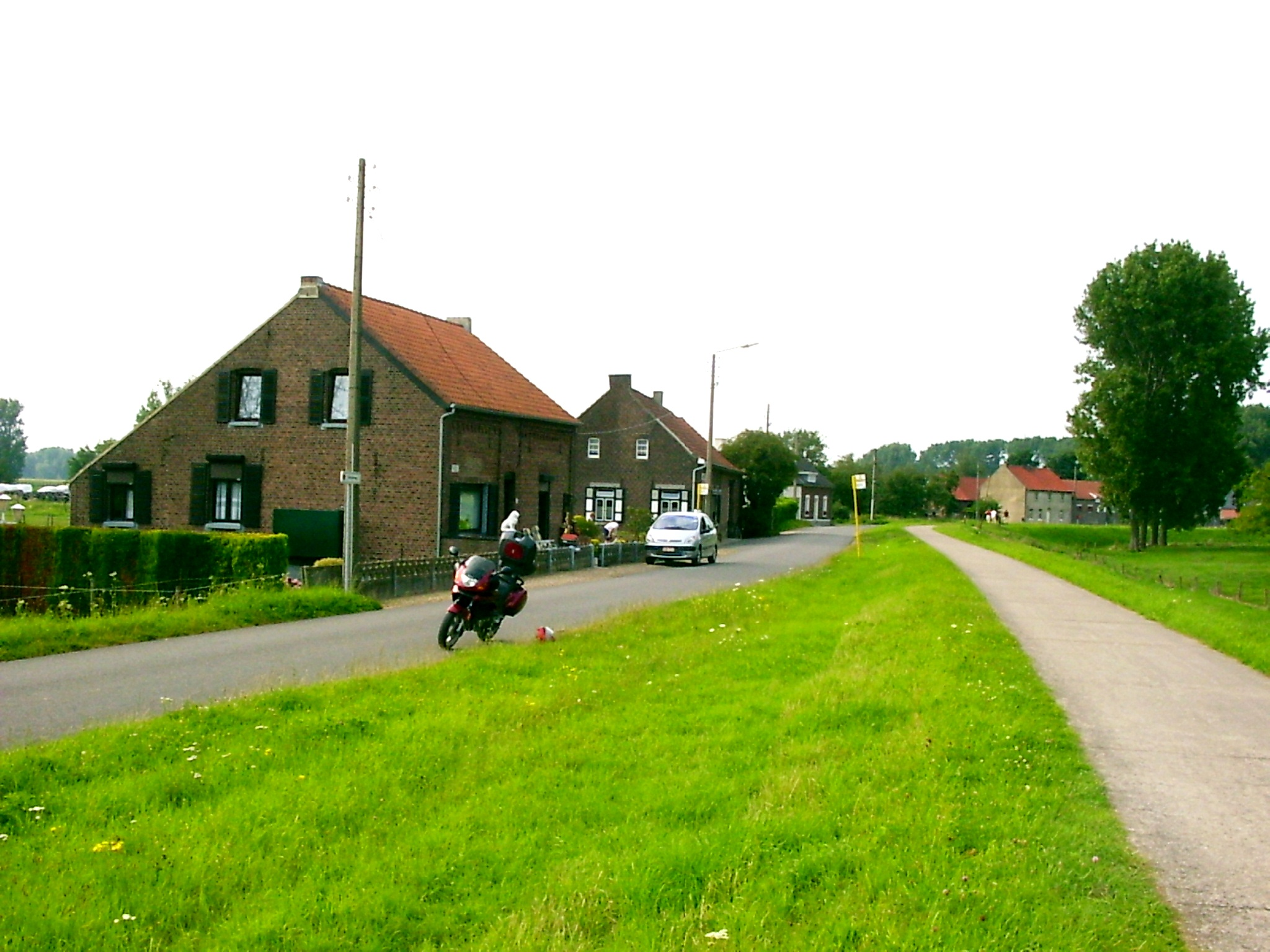
Het gehucht Boyen (2004)
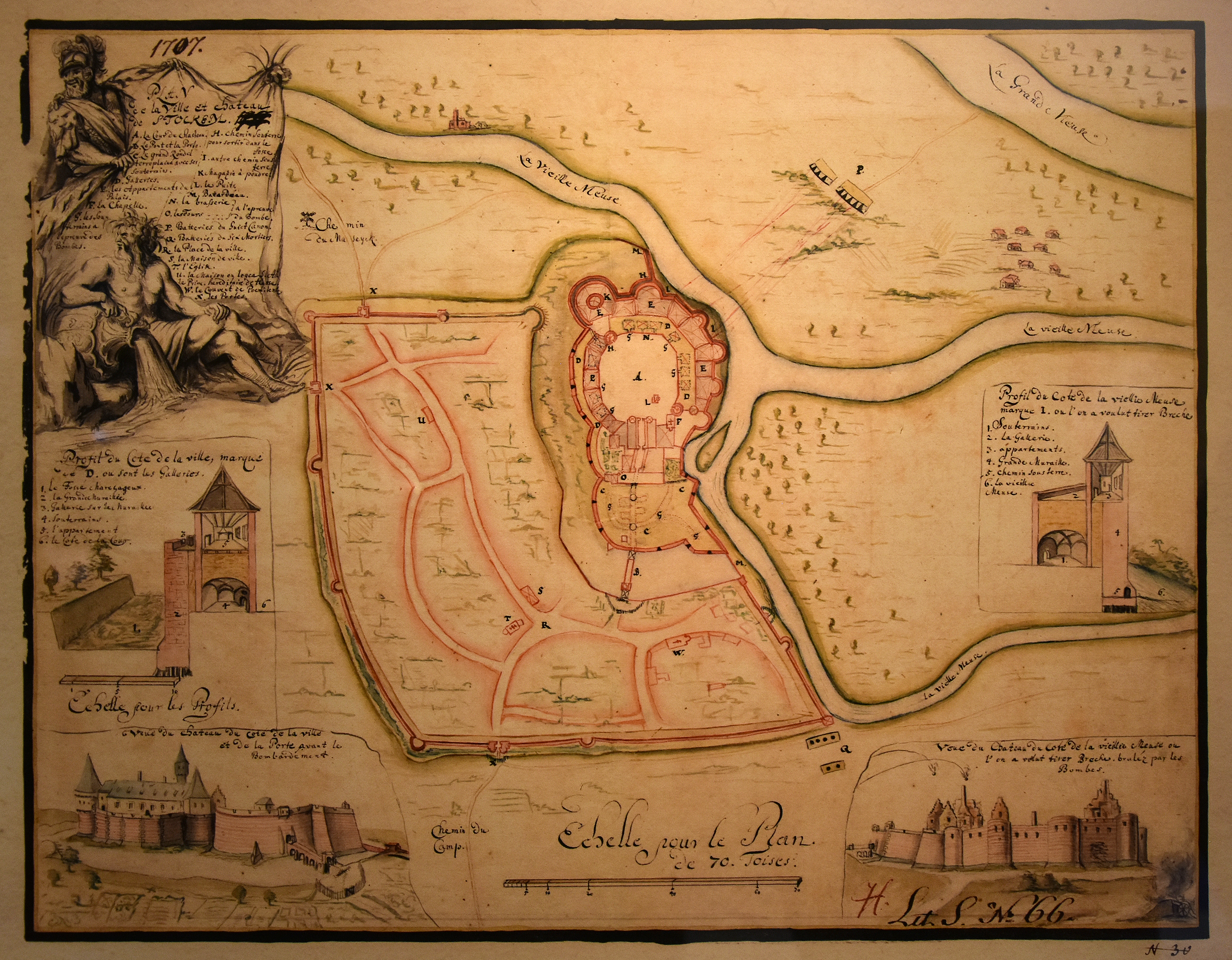
De beschieting van Nieuwenborgh en de Maas met haar zijarmen in 1702 tijdens de Spaanse Successieoorlog
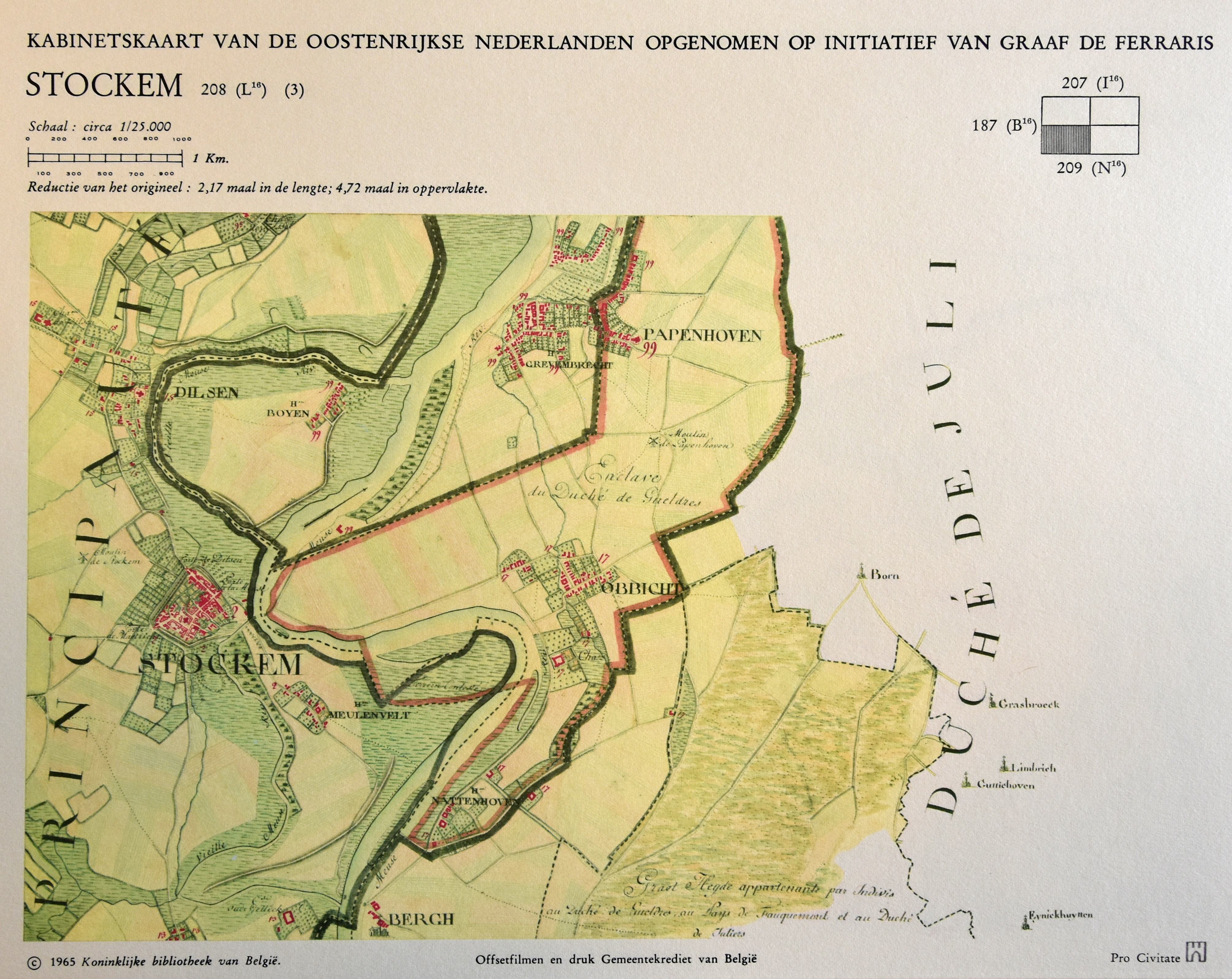
Detail van een Ferrariskaart van Stokkem gemaakt tussen 1771 en 1775
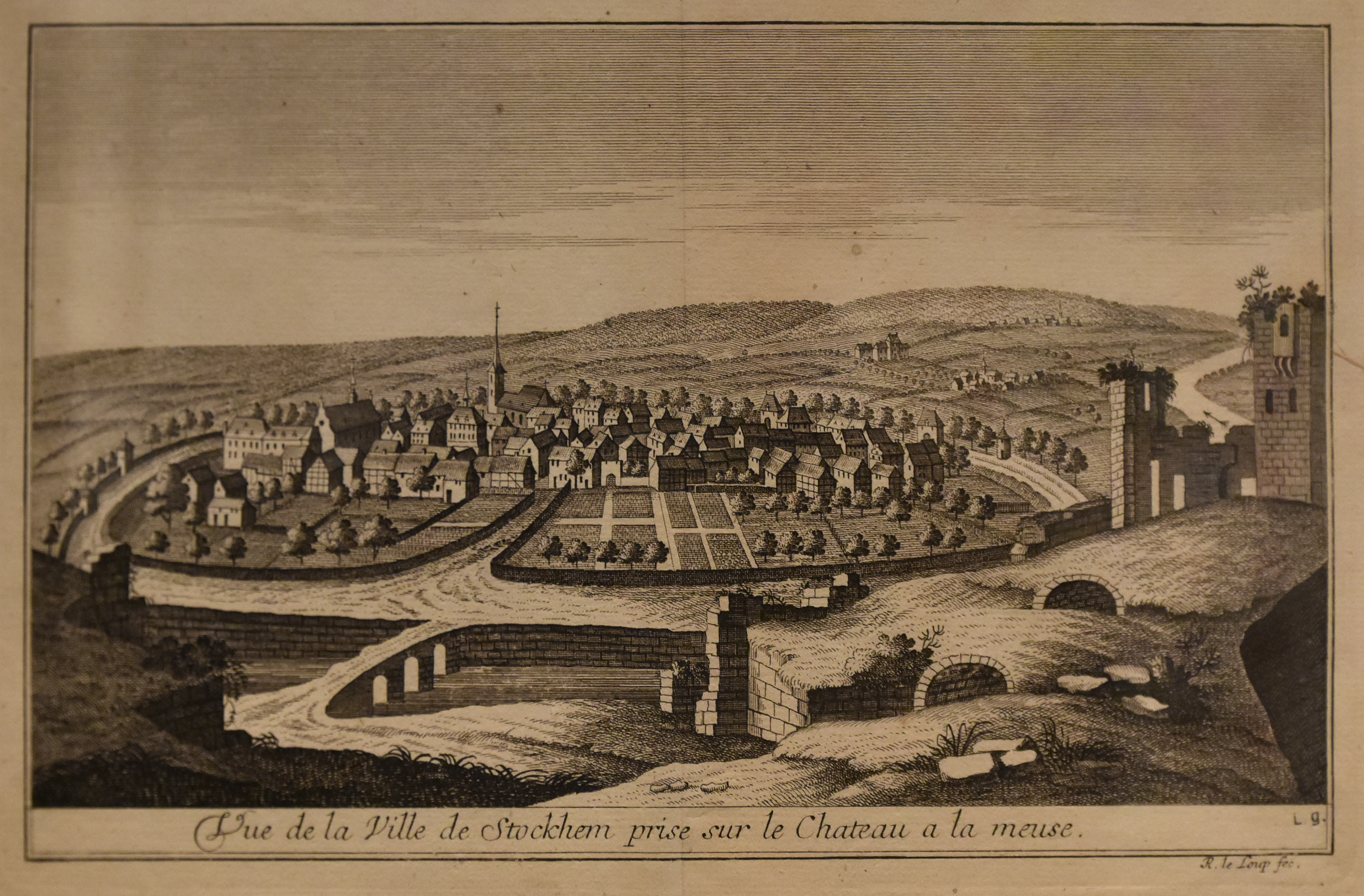
Gezicht op Stokkem vanaf het kasteel aan de Maas van Remacle Leloup
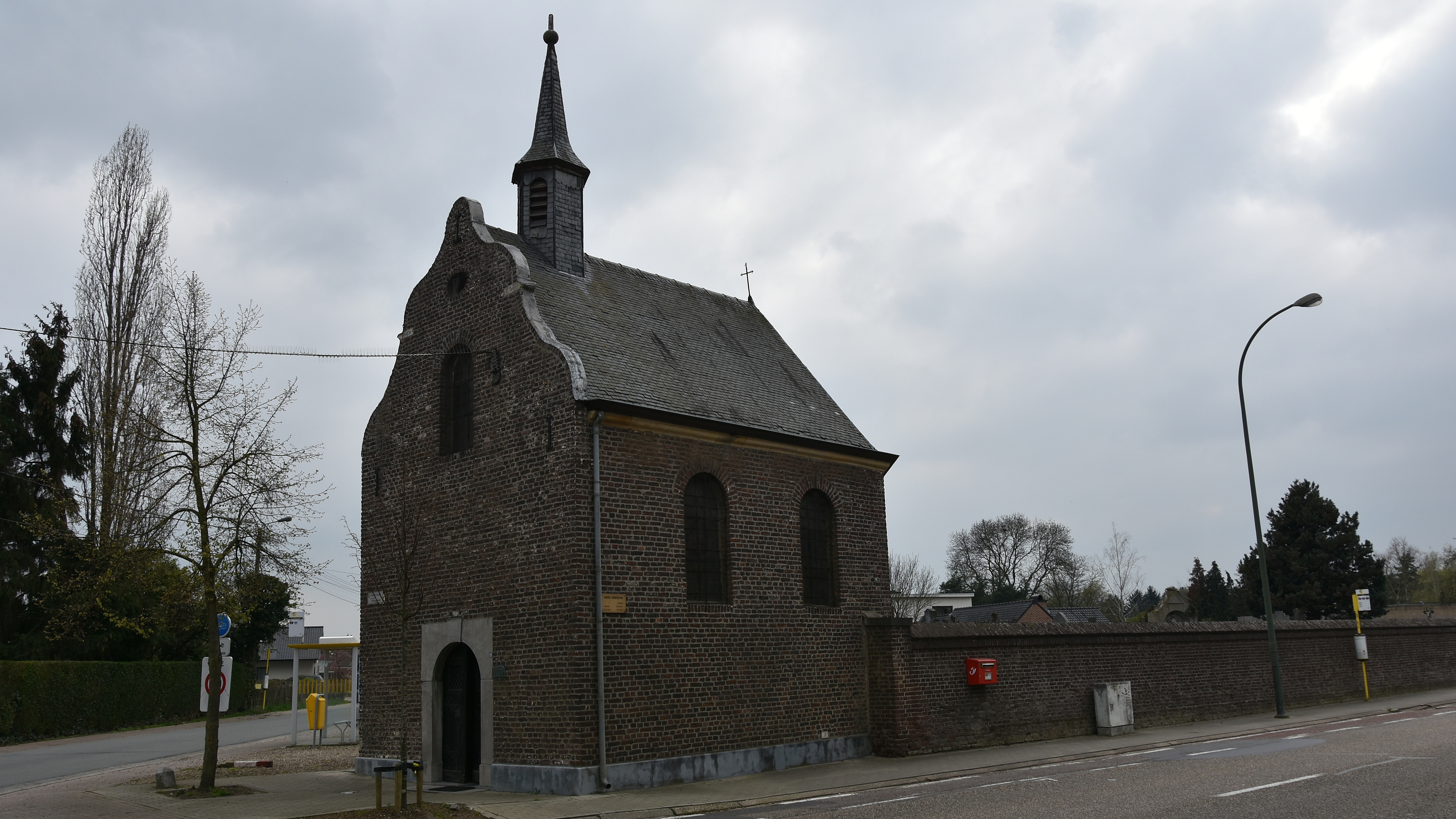
Onze-Lieve-Vrouw-van-Bijstandkapel
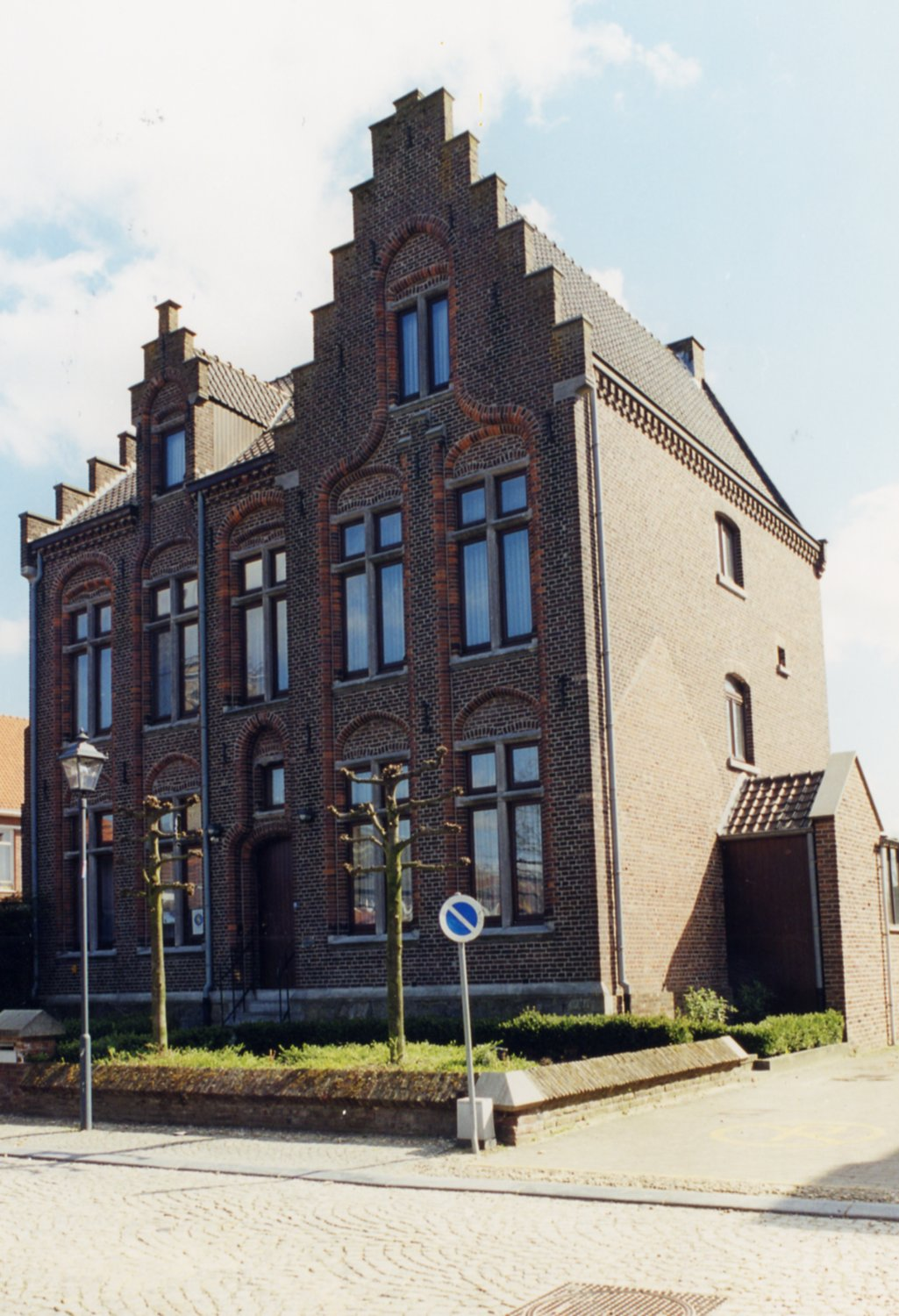
De pastorie
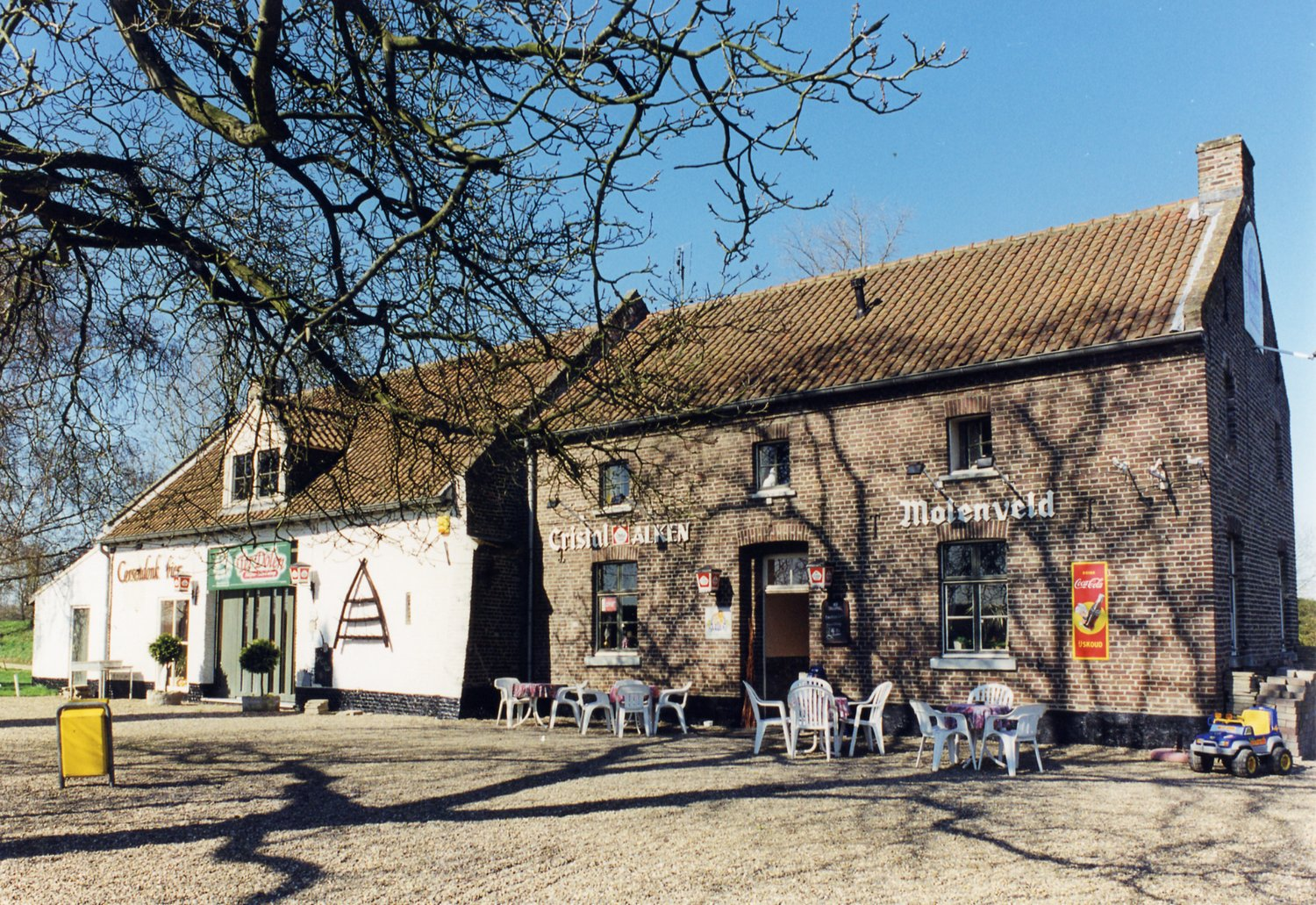
Gesloopte hoeve in Molenveld